# Listemus kootenai
Listemus kootenai är en skalbaggsart som beskrevs av Johnson 1991. Listemus kootenai ingår i släktet Listemus och familjen kulbaggar. Inga underarter finns listade i Catalogue of Life.